# Alaska Canada Rail Link
De Alaska Canada Rail Link is een beoogde spoorverbinding tussen Canada en Alaska. Deze spoorlijn zou op deze manier de Alaska Railroad verbinden met het Noord-Amerikaanse spoorwegnet, en daarmee ook een gebied rijk aan delfstoffen goede transportmogelijkheden bieden. Dit gewaagde project (er zullen honderden kilometers spoor voor moeten komen door vrij onherbergzaam terrein) wordt nog slechts onderzocht, en het is allerminst zeker of het door zal gaan. Het plan is in het verleden al vaker geopperd; na het voltooien van de Alaska Railroad in de jaren twintig wilde men dit al uitvoeren, en ook in de jaren zeventig heeft men gekeken of de spoorlijn gebouwd zou kunnen worden.